# Карликовая африканская гадюка
Карликовая африканская гадюка (лат. Bitis peringueyi) — ядовитая змея из рода африканских гадюк.
Общая длина достигает в среднем 20—25 см, максимальная длина до 32 см. Самки длиннее и тяжелее самцов. Голова широкая, плоская. Туловище толстое. Над глазами нет ни одной выступающей чешуи. Окраска серая или красновато-жёлтая с тремя продольными рядами мелких тёмных пятен. Кончик хвоста обычно чёрный.
Любит песчаные пустыни. Передвигается средством «бокового хода», а при опасности быстро «утопает» в песке с помощью вибрирующих движений туловища. Активна в сумерки и ночью. Днём прячется, зарывшись в песок, обычно в тени кустарника. При этом глаза, носовые отверстия и кончик хвоста выступают из песка. Питается мелкими ящерицами (Meroles и Aporosaurus) и гекконами из рода Ptenopus, а также беспозвоночными.
Количество яда, вводимого при укусе, очень невелико, поэтому ящерицы погибают только через 10-20 минут после укуса. У человека возникают только местные боли и отёки, без смертельного исхода.
Яйцеживородящая змея. Самка рождает до 10 детёнышей длиной 10—13 см.
Вид распространён в Анголе и Намибии. Обитает в пустыне Намиб и прилегающих районах.